# Ozirisz főpapja
Ozirisz főpapja (ḥm nṯr tpỉ n wsỉr) magas rangú főpap volt az ókori Egyiptomban. Székhelye Abüdosz volt.
| Főpap      | Fáraó                        | Dinasztia             | Megjegyzés                                                 |
| ---------- | ---------------------------- | --------------------- | ---------------------------------------------------------- |
| Nebwawi    | III. Thotmesz                | XVIII. dinasztia      |                                                            |
| Hekanofer  | III. Thotmesz, II. Amenhotep | XVIII. dinasztia      |                                                            |
| To         | Horemheb, I. Ramszesz        | XVIII.–XIX. dinasztia |                                                            |
| Hat        | I. Ramszesz, I. Széthi       | XIX. dinasztia        | Talán To sógora                                            |
| Meri       | I. Széthi, II. Ramszesz      | XIX. dinasztia        | Előző és Jui fia; felesége Maianui, To főpap és Buia lánya |
| Wenennofer | II. Ramszesz                 | XIX. dinasztia        | Meri főpap és Maianui fia                                  |
| Hori       | II. Ramszesz                 | XIX. dinasztia        | Wenennofer főpap és Tiji fia                               |
| Juju       | II. Ramszesz, Merenptah (?)  | XIX. dinasztia        | Wenennofer főpap és Tiji fia, előző fivére                 |
| Sziésze    | Merenptah                    | XIX. dinasztia        | Juju főpap fia                                             |
| II. Hori   | III. Ramszesz                | XX. dinasztia         |                                                            |